# Cireșu (Brăila)
Cireşu é uma comuna romena localizada no distrito de Brăila, na região de Muntênia. A comuna possui uma área de 107.92 km² e sua população era de 3370 habitantes segundo o censo de 2007.